# Samsung Galaxy Xcover Pro
Samsung Galaxy Xcover Pro es un teléfono inteligente basado en Android, diseñado y fabricado por Samsung. El teléfono se anunció y lanzó en enero de 2020.

## Software
Se lanzó con Android 10 con One UI 2.0. Actualmente, puede actualizarse a Android 13 con One UI 5.